# Campionato mondiale femminile di pallacanestro Under-19 2011
Il 9º Campionato mondiale femminile di pallacanestro Under-19 (noto anche come 2011 FIBA Under-19 World Championship for Women) si è svolto in Cile nelle città di Puerto Montt e Puerto Varas, dal 21 al 31 luglio 2011.

## Classifica finale
| Campione del Mondo | Campione del Mondo | Campione del Mondo |
| --- | ------------------ | --- |
| Stati Uniti under 194 DeShields, 5 Jones, 6 Hartley, 7 Burdick, 8 Massengale, 9 Adams, 10 Stewart, 11 Mosqueda-Lewis, 12 Tuck, 13 Williams, 14 Howard, 15 Dolson, All. Jennifer Rizzotti |                    | |
| Argento | Spagna             | Spagna under 194 Delgado, 5 Y. Díaz, 6 Claret, 7 Zanoguera, 8 Ortiz, 9 Casas, 10 E. Díaz, 11 Calvelo, 12 España, 13 Vivas, 14 Gil, 15 Ndour, All. -                                                |
| Bronzo | Brasile            | Brasile under 194 Iza Sangalli, 5 Cacá, 6 Tássia, 7 Sassá, 8 Drielle Nascimento, 9 Aruzha, 10 Mariana, 11 Joice Coelho, 12 Damiris, 13 Aline, 14 Ramona, 15 Thamara, All. -                        |
| 4. | Australia          | Australia under 194 Cole, 5 Clydesdale, 6 Harrington, 7 Karaitiana, 8 Mijović, 9 Allen, 10 Garrick, 11 Tippett, 12 Payne, 13 Roberts, 14 Bunton, 15 Blicavs, All. -                                |
| 5. | Canada             | Canada under 194 Lee, 5 Williams, 6 Purkovic, 7 Ring, 8 Lukan, 9 Fields, 10 Young, 11 Crozon, 12 Agunbiade, 13 M. Plouffe, 14 K. Plouffe, 15 Beaudry, All. -                                       |
| 6. | Francia            | Francia under 194 Fouasseau, 5 Bouzenna, 6 Degorces, 7 Ayayi, 8 Joseph, 9 Akmouche, 10 Barba, 11 Konteh, 12 Devaux, 13 Grossemy, 14 Djaldi-Tabdi, 15 Roche, All. -                                 |
| 7. | Giappone           | Giappone under 194 Sezaki, 5 Yakushiji, 6 Motokawa, 7 Moku, 8 Nozoe, 9 Uchikoshi, 10 Watanabe, 11 Ohama, 12 Katsura, 13 Takada, 14 Uchino, 15 Machida, All. -                                      |
| 8. | Russia             | Russia under 194 Tichonenko, 5 Fedorenkova, 6 Pasynkova, 7 Kubynina, 8 Nužnaja, 9 Andreeva, 10 Maksimova, 11 Mjasnikova, 12 Gumennaja, 13 Efimova, 14 Polujanova, 15 Stoljar, All. Ol'ga Šunejkina |
| 9. | Cina               | Cina under 194 Shen, 5 Yang L., 6 Cui, 7 Jin, 8 Zuo, 9 Yang X., 10 Liang, 11 Ma, 12 Sun, 13 Qiang, 14 Yu, 15 Zhang, All. -                                                                         |
| 10. | Italia             | Italia under 194 Dotto, 5 Carangelo, 6 Zanin, 7 Zanus Fortes, 8 Maffenini, 9 Pertile, 10 Cigliani, 11 Masoni, 12 Diene, 13 Formica, 14 Di Costanzo, 15 Di Donato, All. Giovanni Lucchesi           |
| 11. | Taiwan             | Template:Repubblica di Cina femminile Under-19 pallacanestro mondiale 2011 |
| 12. | Cile               | Cile under 194 Carrasco, 5 Fuentes, 6 Mansilla, 7 Tapia, 8 Salvatierra, 9 Bascuñán, 10 Cousiño, 11 Serrano, 12 García, 13 Rojas, 14 Videla, 15 Alcaíno, All. -                                     |
| 13. | Argentina          | Argentina under 194 Spiatta, 5 Díaz, 6 Teodori, 7 Cabrera, 8 Armesto, 9 Martínez, 10 Gretter, 11 Fiorotto, 12 Schmidt, 13 Sancisi, 14 Llorente, 15 Acosta, All. -                                  |
| 14. | Slovenia           | Slovenia under 194 Samec, 5 Gabrovšek, 6 Adamović, 7 Gortnar, 8 Gjerkeš, 9 Barič, 10 Jakovina, 11 Rupnik, 12 Abramovič, 13 Zupančič, 14 Macura, 15 Bošnjak, All. -                                 |
| 15. | Egitto             | Egitto under 194 Ragab, 5 Moussa, 6 Gamal, 7 Atef, 8 Massoud, 9 Osama, 10 Amr, 11 Temsahi, 12 Emara, 13 Afify, 14 Amer, 15 Elshaarawy, All. -                                                      |
| 16. | Nigeria            | La Nigeria non si presentò al torneo e venne classificata all'ultimo posto |